# Округ Хилсборо (Флорида)
Хилсборо (енгл. Hillsborough County) је округ у америчкој савезној држави Флорида. По попису из 2010. године број становника је 1.229.226.

## Демографија
Према попису становништва из 2010. у округу је живело 1.229.226 становника, што је 230.278 (23,1%) становника више него 2000. године.
| Група             | 2000.           | 2010.           |
| Белци             | 632.605 (63,3%) | 660.565 (53,7%) |
| Афроамериканци    | 149.423 (15,0%) | 205.073 (16,7%) |
| Азијати           | 21.947 (2,2%)   | 42.076 (3,4%)   |
| Хиспаноамериканци | 179.692 (18,0%) | 306.635 (24,9%) |
| Укупно            | 998.948         | 1.229.226       |